# Kent Larsson (fotbollsspelare)
Kent Åke Larsson, senare med efternamnet Båtta, född 4 januari 1946, är en svensk före detta fotbollsmålvakt som representerade Gais i division II säsongen 1965.
Larsson värvades till Gais som junior från IFK Strömstad och blev reserv för ordinarie målvakten Leif Andersson. Han spelade två matcher för Gais i serien 1965, men konkurrensen om målvaktsplatsen i Gais var stenhård, då klubben även förfogade över den lovande Ove Olsson. Inför säsongen 1967 lämnade Larsson därför Gais och återvände till Strömstad.